# Hinode
Hinode, poprzednio Solar-B – japoński satelita naukowy do obserwacji Słońca. Po starcie przemianowany na Wschód Słońca (jap. ひので Hinode). Trzeci satelita wyniesiony w tymże celu przez Japońską Agencję Eksploracji Aerokosmicznej (i jej poprzedniczkę, ISAS). Oprócz Japonii w projekcie partycypują amerykańska NASA i brytyjskie Particle Physics and Astronomy Research Council (PPARC). Prace nad projektem trwały od 1997. Pierwotnie zakładano start satelity w 2002. Misję planowano na 3 lata. Hinode jest następcą japońskiego satelity o podobnym przeznaczeniu, Yohkoh.
Hinode prowadzi jednoczesne obserwacje fotosfery i korony słonecznej. Znajduje się na orbicie polarnej synchronicznej ze Słońcem, dzięki czemu może prowadzić obserwacje przez osiem miesięcy w ciągu roku, bez przerwy – satelita przez ten czas nie doświadcza zjawiska dnia i nocy.
Strona brytyjska zajmowała się budową teleskopu EIS. Jej finansowy wkład w misję to ok. 6,39 mln USD. Strona amerykańska wyłożyła ok. 65 mln USD. Wkład ESA to około 8 mln euro; Norwegii – ok. 4 mln euro.

## Cele naukowe
Hinode jest satelitą poświęconym badaniom Słońca. Powierzone cele naukowe:
- Obserwacja tworzenia się i zanikania pola magnetycznego na Słońcu
- Poznanie mechanizmów odpowiedzialnych za podgrzewanie korony ze szczególnym uwzględnieniem obszarów aktywnych
- Obserwacja zmienności jasności Słońca
- Rejestrowanie emitowanego przez Słońce prom. X i UV w celu poznania procesów odpowiedzialnych za transfer energii z fotosfery do korony słonecznej
- Obserwacje erupcji i koronalnych wyrzutów materii z atmosfery słonecznej i poznanie ich mechanizmów

## Budowa i działanie
Ważący 875 kg statek zużywa średnio 500 W energii elektrycznej, w tym przyrządy naukowe 140 W. Energii dostarczają dwa panele ogniw słonecznych, o łącznej rozpiętości 10 m.
Komputer pokładowy posiada wbudowaną bezstratną kompresję danych. Rejestrator danych ma pojemność 8 Gbit. Dane podczas prawie każdej orbity są przesyłane do stacji naziemnej w Svalbardzie, w Norwegii. Kontakt z nią jest nawiązywany ok. 14 razy dziennie. Uzupełnia to komunikację z japońską stacją naziemną w Kagoshima, z którą do kontaktu dochodzi 4 razy dziennie. Codziennie z satelity napływa około 3,2 GB danych. Telemetria jest wysyłana w czasie rzeczywistym z prędkością 500 kbps (lub 4 Mbps w trybie odtwarzania). Dwustronna komunikacja ze statkiem odbywa się w pasmach X i S.
Pozycja statku może być stabilizowana z dokładnością do 0,4 sekundy łuku w ciągu minuty.
Plan misji przewiduje następujące etapy:
- 33 dni po starcie – pierwsze światło teleskopu SOT
- 35 dni po starcie – pierwsze światło teleskopu XRT
- 37 dni po starcie – pierwsze światło przyrządu EIS
- 50 dni po stracie – początkowe obserwacje naukowe EIS
- 52 dni po starcie – początkowe obserwacje naukowe XRT
- 60 dni po starcie – początkowe obserwacje naukowe SOT
- między 1 a 30 grudnia – faza kalibracji
- 1 stycznia 2007 – faza normalnych obserwacji naukowych
- 27 maja 2007 – udostępniono publicznie dane z obserwacji satelity

## Instrumenty naukowe
- Solar Optical Telescope SOT – słoneczny teleskop optyczny – teleskop o średnicy 50 cm o polu widzenia 400 × 400 sekund łuku i rozdzielczości 0,25 sekundy łuku (175 km na powierzchni Słońca). Czuły w zakresie fal od 480 do 650 nm. Optyka teleskopu wykorzystuje układ Gregory’ego z korekcję aberracji sferycznej. Lustro główne posiada ochronną warstwę złota.
  - Focal Plane Package FPP – pakiet ogniska – pakiet dwóch przyrządów umieszczonych w ognisku teleskopu:
    - magnetograf obrazujący wektory pola magnetycznego o polu widzenia 164 × 164 sekundy łuku. Czułość pola magnetycznego: w kierunku podłużnym 1-5 Gs, w poprzecznym 30-50 Gs. Rozdzielczość czasowa: 5 minut.
    - spektropolarymetr o rozdzielczości 2 nm.

SOT został opracowany i zbudowany przez międzynarodowy zespół naukowców z National Astronomical Observatory of Japan, Lockeed Martin Advanced Technology Center, Mitsubishi Electric Corporation, NCAR High Altitude Observatory, Marshall Space Flight Center NASA, i JAXA.
- X-Ray Telescope XRT – teleskop promieniowania rentgenowskiego – teleskop rentgenowski do obserwacji korony słonecznej. Czuły na fotony o energiach od 0,2 do 2,0 keV. Rozdzielczość ok. 1-2 sekundy łuku. Jego układ optyczny jest taki sam jak w satelicie TRACE. Zakres badanych temperatur: 1,25 mln K – 31,7 mln K, z rozdzielczością ok. 1,26 mln K (wartości zależne od rodzaju filtra). Czas ekspozycji od 4 ms do 10 sekund. Pole widzenia 30 sekund łuku. Teleskop jest wyposażony w detektor CCD o wymiarach 2000 × 2000 pikseli. Przyrząd został zaprojektowany i zbudowany we współpracy japońsko-amerykańskiej. Przy jego budowie brały udział: Smithsonian Astrophysical Observatory, Marshall Space Flight Center NASA, JAXA, i z National Astronomical Observatory of Japan (testowanie i kalibracja matrycy CCD).
- EUV Imaging Spectrometer EIS – obrazujący spektrometr dalekiego ultrafioletu – teleskop o ogniskowej 1,9 m i średnicy zwierciadła 15 cm. Długość całkowita przyrządu wynosi 3 m. Wielowarstwowe siatki dyfrakcyjne uginały widmo do dwóch detektorów o zakresie 4 nm każdy (17 – 21 nm i 25 – 29 nm, jednak pochłanianie siatek ograniczało te zakresy do długości poniżej 18 nm i powyżej 20,4 nm). Rozdzielczość 2 sekundy łuku. Rozdzielczość rejestrowanych prędkości materii: 3 km/s dla metody dopplerowskiej i 20 km/s przy badaniu szerokości linii widmowych. Rozdzielczość czasowa w trybie spektroskopowym: od poniżej 1 sekundy do 10 sekund. W trybie obrazowania: 3 sekundy dla zjawisk dynamicznych i 10 sekund dla pozostałych. Pole widzenia: 360 × 512 sekund łuku. EIS został przygotowany przez brytyjskie laboratoria Mullard Space Science Laboratory, The University of Birmingham, Ratherford Appleton Laboratory, amerykańskie Marshall Space Flight Center i Goddard Space Flight Center, Hulbert Center for Space Research, uniwersytet w Oslo, japońskie JAXA i NAOJ. Jest to rozbudowana i zmodyfikowana wersja przyrządu CDS znajdującego się na pokładzie satelity SOHO.